# Bantice

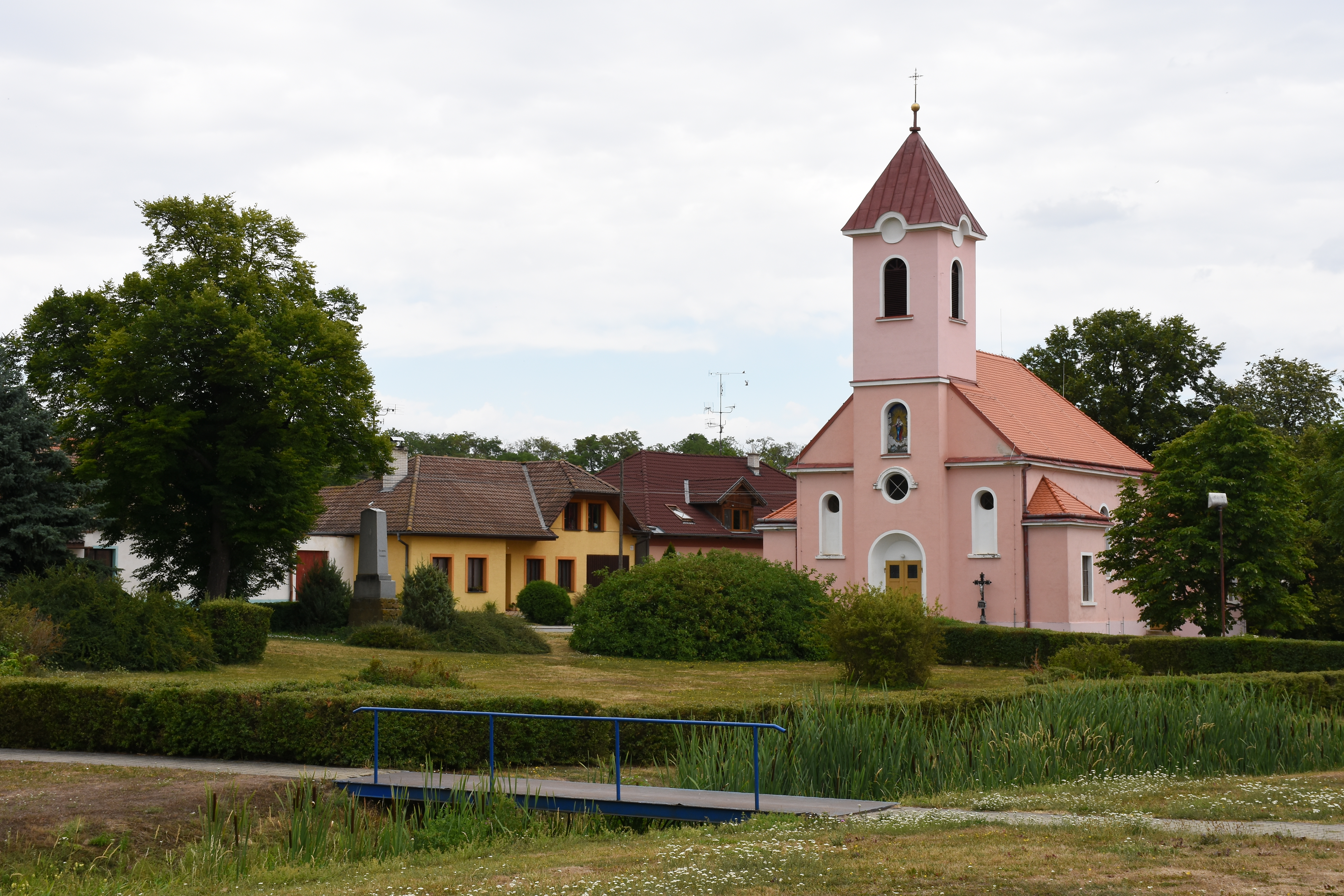
Dorfplatz mit Kapelle Mariä Himmelfahrt

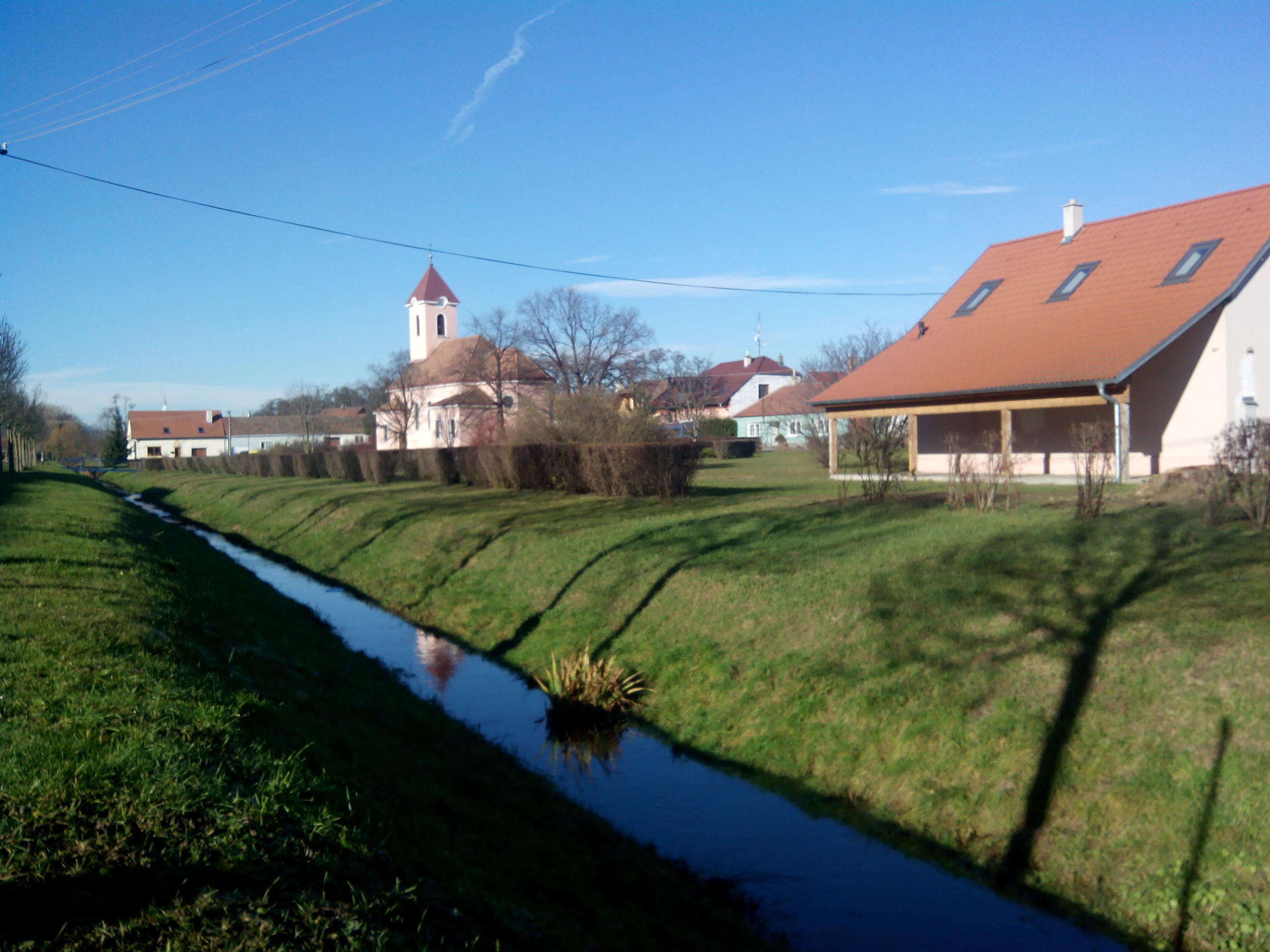
Die Únanovka in Bantice

Bantice (deutsch Panditz) ist eine Gemeinde im Okres Znojmo (Bezirk Znaim), Jihomoravský kraj (Region Südmähren) in der Tschechischen Republik. Sie liegt zwölf Kilometer ostnordöstlich von Znojmo. Das Dorf ist als ein Längsangerdorf angelegt.

## Geographie
Bantice befindet sich im Tal der Únanovka in der Thaya-Schwarza-Senke.
Nachbarorte sind Kyjovice, Bohunice und Prosiměřice im Norden, Stošíkovice na Louce im Nordosten, Práče und Borotice im Südosten, Hodonice und Tasovice im Süden, Dyje, Dobšice und Suchohrdly im Südwesten, Purkrábka und Kuchařovice im Westen sowie Těšetice und Tvořihráz im Nordwesten.

## Geschichte
Die Anlage des Ortes und die bis 1945 gesprochene bairisch-österreichische Ui-Mundart mit ihren speziellen Kennwörtern weisen darauf hin, dass die Siedler aus dem österreichischen bzw. süddeutschen Raum stammten. Bantice wurde 1052 erstmals erwähnt, als es der Herzog Břetislav I. dem Kapitel von Altbunzlau schenkte. Dazwischen kamen die Ländereien wieder in den Herrschaftsbereich von Landherren, bis am 2. Juni 1358 Markgraf Johann Heinrich das Dorf dem Kloster Bruck übereignete. 1578 brannte das Dorf aus. Während des Dreißigjährigen Krieges verfiel die Hälfte der Häuser, weil die Bewohner flüchteten. 1827 brannte das Dorf erneut ab, 1832 brach die Pest aus. Bis zur Auflösung der Klöster unter Joseph II. gehörte Panditz zum Kloster Bruck. Im Jahre 1836 wurde ein Schulgebäude im Ort errichtet. Auch wütete 1832 die Cholera im Ort.
Nach dem Ersten Weltkrieg zerfiel der Vielvölkerstaat Österreich-Ungarn. Der Vertrag von Saint-Germain, 1919, erklärte den Ort, dessen Bevölkerung im Jahre 1910 zu 99 % Deutschsüdmährer waren, gegen ihren Willen zum Bestandteil der neuen Tschechoslowakischen Republik. In der Zwischenkriegszeit führten staatliche Maßnahmen zur Tschechisierung der mehrheitlich von Deutschen bewohnten Gebiete (spätere Begriff: Sudetenland) zu Spannungen innerhalb des Landes und im Weiteren zum Münchner Abkommen, das 1938 die Abtretung der sudetendeutschen Gebiete an Deutschland regelte. Zwischen 1938 und 1945 gehörte der Ort Panditz zum Reichsgau Niederdonau.
Nach dem Ende des Zweiten Weltkrieges, der 30 Opfer forderte, kam die Gemeinde am 8. Mai 1945 wieder zur Tschechoslowakei zurück. Der Großteil der deutschen Bewohner wurden im Juli und August 1945 in einer Wilden Vertreibung nach Österreich vertrieben. Zwischen dem 11. August und dem 18. September 1946 erfolgte die Zwangsaussiedlung von 111 Bewohnern nach Westdeutschland. Vier Personen verblieben im Ort. Der Ort wurde durch Personen aus der Mährischen Walachei neu besiedelt. Bis auf 50 Personen wurden die in Österreich befindlichen Ortsbewohner nach Deutschland weiter transferiert.
Matriken werden seit 1652 geführt.

## Wappen und Siegel
Es konnte nicht festgestellt werden, ob Panditz im 17. Jahrhundert, wie fast alle Dörfer in der Herrschaft des Klosters Bruck, ein Siegel erhielt. Auch konnte eine Abbildung der im 19. Jahrhundert eingeführten Gemeindestempel nicht gefunden werden.

## Bevölkerungsentwicklung
| Volkszählung | Einwohner gesamt | Volkszugehörigkeit der Einwohner | Volkszugehörigkeit der Einwohner | Volkszugehörigkeit der Einwohner |
| Jahr         | Einwohner gesamt | Deutsche                         | Tschechen                        | Andere                           |
| ------------ | ---------------- | -------------------------------- | -------------------------------- | -------------------------------- |
| 1880         | 305              | 305                              | 0                                | 0                                |
| 1890         | 336              | 333                              | 3                                | 0                                |
| 1900         | 372              | 372                              | 0                                | 0                                |
| 1910         | 373              | 367                              | 6                                | 0                                |
| 1921         | 389              | 380                              | 7                                | 2                                |
| 1930         | 390              | 374                              | 16                               | 0                                |

## Sehenswürdigkeiten
- Kapelle Mariae Himmelfahrt (1832), Neubau 1934